# Авъл Платорий Непот Калпурниан Марцел
Авъл Платорий Непот Калпурниан Марцел (на латински: Aulus Platorius Nepos Calpurnianus Marcellus) е политик и сенатор на Римската империя през 2 век.
Марцел е вероятно внук на Авъл Платорий Непот от род Лицинии, който е управител на Долна Германия и Тракия, 119 г. суфектконсул и управител на Британия (122 г. – 125 г.).
През 160 г. Марцел е суфектконсул заедно с Марк Постумий Фест.